# Indás csatavirág
Az indás csatavirág (Polemonium reptans) a csatavirágfélék (Polemoniaceae) családjának névadó nemzetségébe tartozó, Észak-Amerika keleti részén őshonos növényfaj. A nedves talajt kedveli. Dísznövényként is termesztik, több termesztett változata létezik. Európában a nemzetségből a kék csatavirág (Polemonium caeruleum) ismert.

## Jellemzői
Lágy szárú, évelő növény. 50 cm magasra nő, szárnyasan összetett, 5-13 levélkéből álló levelei 20 cm hosszúak is lehetnek. Április-májusban virágzik. A kékeslilás, hímnős virágok 1,3 cm hosszúak, ötszirmúak. Méhek porozzák be.
A szárított gyökerek kesernyés, csípős ízűek, egykor köhögés, megfázás, bronchitis, laryngitis, gümőkór, lázas és gyulladásos megbetegedések, mérges harapások, bőrproblémák kezelésére is használták. Ősszel kell begyűjteni őket, majd szárítva eltenni.

## Galéria

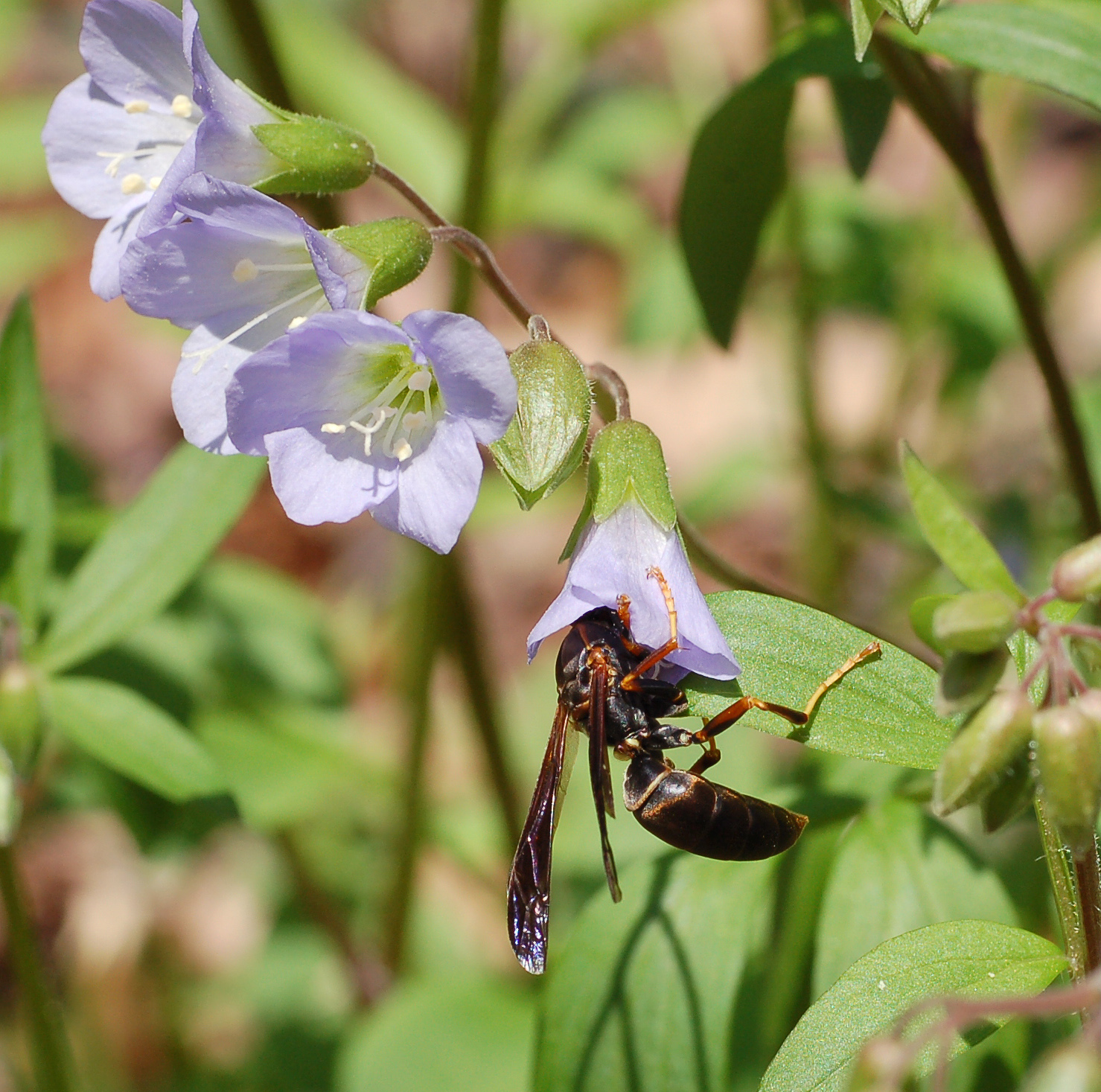
Virágok és egy darázs
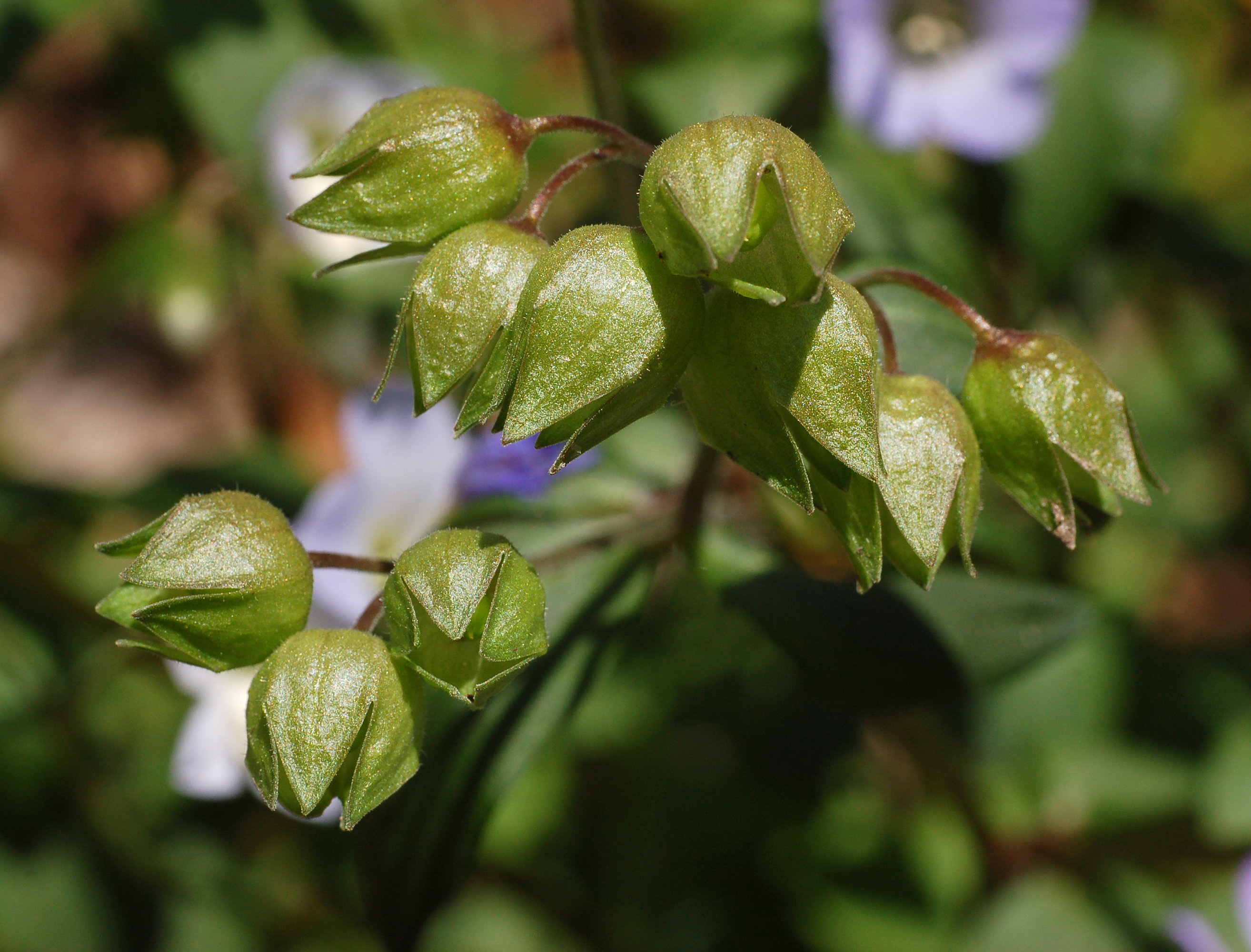
Bimbók
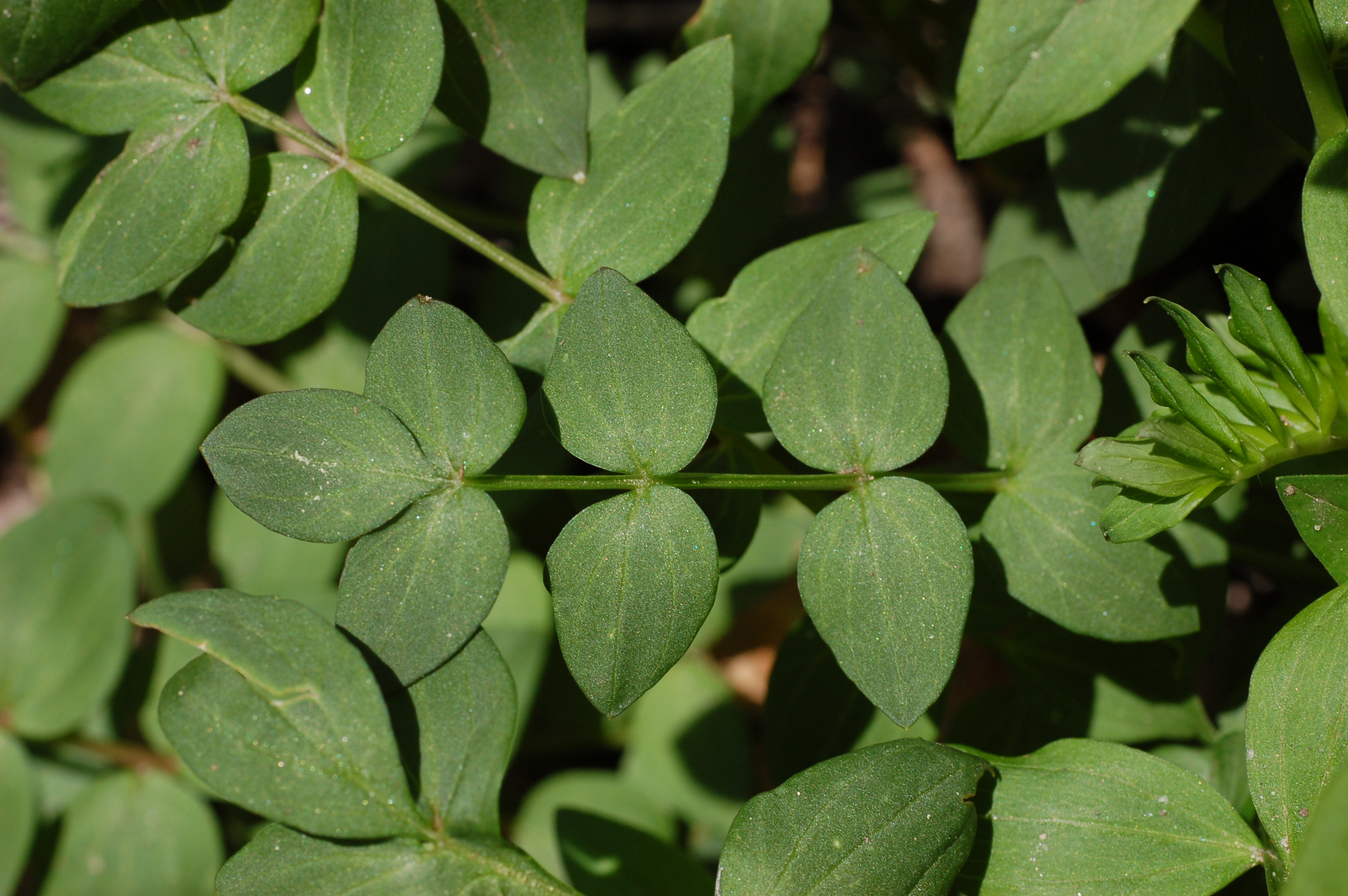
Levélfürt
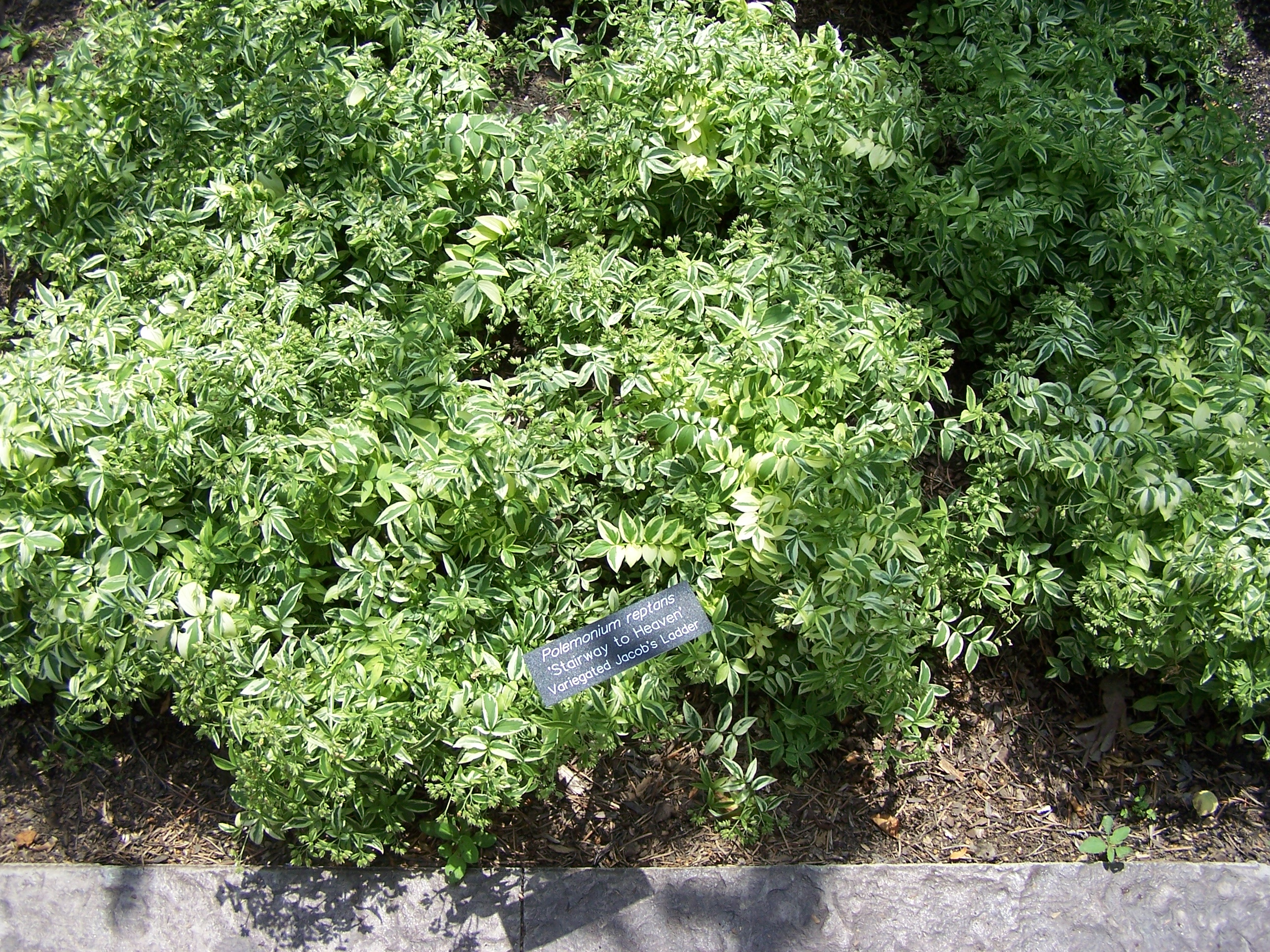
'Stairway to Heaven', egy pettyegetett változat a minnesotai arborétumban

## Fordítás
- Ez a szócikk részben vagy egészben a Polemonium reptans című angol Wikipédia-szócikk ezen változatának fordításán alapul.  Az eredeti cikk szerkesztőit annak laptörténete sorolja fel. Ez a jelzés csupán a megfogalmazás eredetét és a szerzői jogokat jelzi, nem szolgál a cikkben szereplő információk forrásmegjelöléseként.